# Laid Back
Laid Back er en dansk elektronisk musikduo, der blev dannet i København i 1979. Duoen består af Tim Stahl (Vokal, Keyboard, trommer, bas), og John Guldberg (Vokal, Guitar, bas), og musikstilen består mest af afslappet synthpop. De er bedst kendt for deres hits "Sunshine Reggae" og "White Horse" fra 1983 og "Bakerman" fra 1989.

## Historie
Stahl og Guldberg mødte hinanden i et orkester der hed Starbox Band, som ikke havde væsentlig succes. Samtidig var de begge frustrerede over at det ofte kunne være svært at samle hele orkestret når der skulle øves. Derfor blev de enige om at prøve at starte en duo, hvor de gjorde brug af de moderne muligheder for selv at spille alle instrumenter via multisporsbåndoptagere og sequencere.
I første omgang havde duoen svært ved at få en dansk pladekontrakt, og derfor forsøgte de sig i Tyskland, hvorefter de i 1981 udgav deres debutplade Laid Back. Singlen "Maybe I'm Crazy" fra denne plade blev et stort hit i Danmark, og derefter var det væsentlig nemmere af få en dansk kontrakt.
Laid Back fik stor succes i udlandet som en af de eneste danske grupper i første halvdel af 1980'erne. Det var med albummet Keep Smiling fra 1983, der indeholdt flere hits – de hittede dog ikke de samme steder, men de forskellige singler hittede forskellige steder i verden:
- "Sunshine Reggae" blev et af de største hits fra en dansk kunstner nogensinde. Det blev især et stort hit på det europæiske kontinent (især Sydeuropa og Tyskland) og i Sydamerika. "Sunshine Reggae" har solgt over 8 millioner singler.[2] Samlet har den solgt mere end 20 millioner eksemplarer, inklusiv salg af opsamlingsalbum hvor sangen er på.[3][4]
- "White Horse" blev et stort klubhit i USA og er betragtet som en ret stilskabende danseklassiker.

Selv hitmageren Prince listede dette nummer som ét af hans absolutte favoritnumre fra andre kunstnere.
- "High Society Girl" blev et mellemstort hit i Nordeuropa, bl.a. Tyskland og Danmark.
- "Elevator Boy" blev et mindre hit i bl.a. Storbritannien.

De to efterfølgende albums Play It Straight og See You In The Lobby fik dog knap så stor popularitet, men gruppen fik et stort comeback omkring 1989/1990 med hittet "Bakerman" – ikke mindst takket være videoen til nummeret, der var instrueret af Lars von Trier. Videoen blev en af de mest populære på den europæiske del af MTV og blev på et tidspunkt kåret som en af 100 bedste videoer nogensinde.
Laid Back var hermed genetableret som et stort musiknavn i Danmark med flere hjemlige hits. Men ingen nåede siden da rigtig ud over de danske grænser.
Dog er især "Sunshine Reggae" og "White Horse" fra tid til anden blevet remixet eller samplet af andre kunstnere, der har givet Laid Back en smule popularitet igen. Især havde Funkstar De Luxe i 2000 et stort hit med et remix af "Sunshine Reggae".
Samplinger af White Horse findes bl.a. på:
- "Be free" med The Black Eyed Peas
- "Den Dræbende Joke" med Den Gale Pose
- "Touch It" med Monifah
- "Saft" med Die Fantastischen Vier
- "Fantasize" med Rob Mello
- "Overtime" med Girl Talk
- "ADC Loot" med Coon Daddy
- "SexyBack" (Ol´Skool Remix) med Justin Timberlake
- "Drop It Like It´s Hot" Snoop Dogg Feat. Pharrell Williams

Laid Back modtog Robertprisen for året filmmusik i 2002 for temaet til Wikke-Rasmussen filmen Flyvende farmor.
I 2010 udgav duoen nummeret "Cocaine Cool", som var blevet påbegyndt allerede i 1982, men som altså først blev færdiggjort 28 år senere. Samtidig var dette den første plade, der blev udsendt på gruppens eget plademærke Brother Music.
I 2013 vandt Laid Back DR1's komponistkonkurrence om at lave ny kanalmusik - de små stykker musik der kører i baggrunden mellem TV-programmerne. Samme år udgav de dobbeltalbummet "Uptimistic Music".
I 2019 modtog Laid Back Pionerprisen ved Årets Steppeulv for deres mangeårige bidrag til den internationale musikscene. 2019 var samtidig året for bandets 40 års jubilæum, der blandt andet blev markeret ved udgivelsen af studiealbummet "Healing Feeling". Der udkom desuden en tøjkollektion lavet af den danske designer Mads Nørgaard i forbindelse med jubilæet.
I 2023 udgav Laid Back dobbeltalbummet Road to Fame med 21 numre. På albummet optræder for første gang i bandets historie en sang på dansk, "Mig".

## Diskografi

### Albummer
- Laid Back (1981)
- Keep Smiling (1983)
- Play It Straight (1985)
- See You in the Lobby (1987)
- Hole in the Sky (1990)
- Why Is Everybody in Such a Hurry (1993)
- Laidest Greatest (1995)
- Unfinshed Symphonies (1999)
- Happy Dreamer (2004)
- Good Vibes - The Very Best of Laid Back (2008)
- Cosmic Vibes (2011)
- Cosyland (2012)
- Uptimistic Music, Vol. 1 (2013)
- Healing Feeling (2019)
- Road to Fame (2023)

### Singler
| År                                                            | Titel                                       | Højeste hitlisteplacering | Højeste hitlisteplacering | Højeste hitlisteplacering | Højeste hitlisteplacering | Højeste hitlisteplacering | Højeste hitlisteplacering | Højeste hitlisteplacering | Højeste hitlisteplacering | Højeste hitlisteplacering | Højeste hitlisteplacering | Højeste hitlisteplacering | Højeste hitlisteplacering | Højeste hitlisteplacering | Album                             |
| År                                                            | Titel                                       | DEN                       | AUS                       | NED                       | BEL (FLA)                 | GER                       | AUT                       | SWI                       | SWE                       | UK                        | NZ                        | US                        | US R&B                    | US Dance                  | Album                             |
| ------------------------------------------------------------- | ------------------------------------------- | ------------------------- | ------------------------- | ------------------------- | ------------------------- | ------------------------- | ------------------------- | ------------------------- | ------------------------- | ------------------------- | ------------------------- | ------------------------- | ------------------------- | ------------------------- | --------------------------------- |
| 1980                                                          | "Maybe I'm Crazy"                           | 2                         | —                         | —                         | —                         | —                         | —                         | —                         | —                         | —                         | —                         | —                         | —                         | —                         | Laid Back                         |
| 1981                                                          | "China Girl"                                | —                         | —                         | —                         | —                         | —                         | —                         | —                         | —                         | —                         | —                         | —                         | —                         | —                         | Laid Back                         |
| 1981                                                          | "Bolivia"                                   | 3                         | —                         | —                         | —                         | —                         | —                         | —                         | —                         | —                         | —                         | —                         | —                         | —                         | Laid Back                         |
| 1981                                                          | "Night Train Boogie"                        | —                         | —                         | —                         | —                         | —                         | —                         | —                         | —                         | —                         | —                         | —                         | —                         | —                         | Laid Back                         |
| 1983                                                          | "Sunshine Reggae"                           | 1                         | 56                        | 4                         | 4                         | 1                         | 1                         | 9                         | —                         | —                         | —                         | —                         | —                         | —                         | ...Keep Smiling                   |
| 1983                                                          | "High Society Girl"                         | 2                         | —                         | —                         | —                         | 9                         | —                         | —                         | —                         | —                         | —                         | —                         | —                         | —                         | ...Keep Smiling                   |
| 1984                                                          | "White Horse"                               | —                         | —                         | 15                        | 18                        | —                         | —                         | —                         | —                         | 90                        | 49                        | 26                        | 5                         | 1                         | ...Keep Smiling                   |
| 1984                                                          | "Elevatorboy"                               | 4                         | —                         | —                         | —                         | —                         | —                         | —                         | —                         | —                         | —                         | —                         | —                         | —                         | ...Keep Smiling                   |
| 1985                                                          | "One Life"                                  | —                         | —                         | —                         | —                         | —                         | —                         | —                         | —                         | —                         | —                         | —                         | —                         | 10                        | Play It Straight                  |
| 1986                                                          | "I'm Hooked"                                | —                         | —                         | —                         | —                         | —                         | —                         | —                         | —                         | —                         | —                         | —                         | —                         | —                         | Play It Straight                  |
| 1987                                                          | "It's a Shame"                              | —                         | —                         | —                         | —                         | —                         | —                         | —                         | —                         | —                         | —                         | —                         | —                         | —                         | See You in the Lobby              |
| 1987                                                          | "Party At The White House"                  | —                         | —                         | —                         | —                         | —                         | —                         | —                         | —                         | —                         | —                         | —                         | —                         | —                         | See You in the Lobby              |
| 1987                                                          | "So This Is X●Mas"                          | 10                        | —                         | —                         | —                         | —                         | —                         | —                         | —                         | —                         | —                         | —                         | —                         | —                         | Singles only                      |
| 1989                                                          | "White Horse '89"                           | —                         | —                         | —                         | —                         | —                         | —                         | —                         | —                         | 81                        | —                         | —                         | —                         | —                         | Singles only                      |
| 1989                                                          | "Bakerman"                                  | —                         | —                         | 20                        | 27                        | 9                         | 1                         | 10                        | 13                        | 44                        | —                         | —                         | —                         | —                         | Hole in the Sky                   |
| 1990                                                          | "Bet It on You"                             | —                         | —                         | —                         | —                         | —                         | —                         | —                         | —                         | —                         | —                         | —                         | —                         | —                         | Hole in the Sky                   |
| 1990                                                          | "Highway of Love"                           | —                         | —                         | —                         | —                         | 59                        | —                         | —                         | —                         | —                         | —                         | —                         | —                         | —                         | Hole in the Sky                   |
| 1993                                                          | "I Can't Live Without Love"                 | —                         | —                         | —                         | —                         | —                         | —                         | —                         | —                         | —                         | —                         | —                         | —                         | —                         | Why Is Everybody in Such a Hurry! |
| 1993                                                          | "Groovie Train"                             | —                         | —                         | —                         | —                         | —                         | —                         | —                         | —                         | —                         | —                         | —                         | —                         | —                         | Why Is Everybody in Such a Hurry! |
| 1995                                                          | "We Don't Do It"                            | —                         | —                         | —                         | —                         | —                         | —                         | —                         | —                         | —                         | —                         | —                         | —                         | —                         | Laidest Greatest                  |
| 1999                                                          | "Key to Life"                               | —                         | —                         | —                         | —                         | —                         | —                         | —                         | —                         | —                         | —                         | —                         | —                         | —                         | Unfinished Symphonies             |
| 2000                                                          | "Feels Like Heaven"                         | —                         | —                         | —                         | —                         | —                         | —                         | —                         | —                         | —                         | —                         | —                         | —                         | —                         | Unfinished Symphonies             |
| 2000                                                          | "Sunshine Reggae 2000"                      | 7                         | —                         | 35                        | —                         | 68                        | —                         | 64                        | —                         | —                         | —                         | —                         | —                         | —                         | Single only                       |
| 2003                                                          | "Beautiful Day"                             | —                         | —                         | —                         | —                         | —                         | —                         | —                         | —                         | —                         | —                         | —                         | —                         | —                         | Happy Dreamer                     |
| 2006                                                          | "Bakerman" (as Shaun Baker feat. Laid Back) | —                         | —                         | —                         | —                         | 39                        | 44                        | 90                        | —                         | —                         | —                         | —                         | —                         | —                         | Single only                       |
| "—" denotes releases that did not chart or were not released. |                                             |                           |                           |                           |                           |                           |                           |                           |                           |                           |                           |                           |                           |                           |                                   |

## Privatliv
John Guldberg har siden 1981 været gift med Dorte Guldberg. Sammen fik de en datter i 1990. I 2021 blev de bedsteforældre til en pige.
Tim Stahl har siden 1993 dannet par med Elinor Emerson.